# Audiotricz
Audiotricz is een Nederlandse hardstyle-act bestaande uit Kenneth Kroes en Leon Benschop.

## Geschiedenis
De uit Nunspeet afkomstige Leon en Kenneth kennen elkaar sinds ze jong waren, en begonnen samen hardstyle te produceren in 2012.
Sinds 28 juni 2013 wordt hun muziek gepubliceerd op het Nederlandse hardstyle-label Scantraxx Recordz en werd hun eerste ep uitgebracht, "We Are Audiotricz". Deze ep bevat drie nummers: "Dance No More" met Atmozfears, "Don't Hold Back" en "Dreamliner".
Audiotricz hebben onder meer op de festivals Defqon.1, Hard Bass, Q-Base en Tomorrowland gedraaid.

## Discografie

### Singles
| Uitgave              | Alias                        | Datum            | Label                             | Opmerking                                                                                 |
| -------------------- | ---------------------------- | ---------------- | --------------------------------- | ----------------------------------------------------------------------------------------- |
| It Could Be          | Audiotricz                   | 8 april 2013     | International Hard Dance Sessions |                                                                                           |
| We Are As One        | Audiotricz                   | 8 april 2013     | International Hard Dance Sessions |                                                                                           |
| We Are Audiotricz EP | Audiotricz, Atmozfears       | 15 juli 2013     | Scantraxx Recordz                 | Met de singles: Audiotricz & Atmozfears "Dance No More" "Don't Hold Back" en "Dreamliner" |
| Feel Good            | Audiotricz & Bass Modulators | 19 augustus 2014 | Scantraxx Recordz                 |                                                                                           |
| Reborn               | Audiotricz                   | 18 november 2013 | Scantraxx Recordz                 |                                                                                           |
| Infinite             | Audiotricz                   | 27 januari 2014  | Scantraxx Recordz                 |                                                                                           |
| Momentum             | Audiotricz ft. John Harris   | 3 maart 2014     | Scantraxx Recordz                 |                                                                                           |
| Conquer The World    | Audiotricz & The Prophet     | 25 april 2014    | Scantraxx Recordz                 |                                                                                           |
| Never Leaving        | Audiotricz ft Miss Palmer    | 21 juni 2014     | Scantraxx Recordz                 |                                                                                           |
| Ghettoblaster        | Audiotricz & TNT             | 27 augustus 2014 | Scantraxx Recordz                 | Met TNT (AKA Technoboy & Tuneboy)                                                         |
| Raise Your Hands     | Audiotricz & Atmozfears      | 18 oktober 2014  | Scantraxx Recordz                 |                                                                                           |
| Reawakening          | Audiotricz & Atmozfears      | 23 februari 2015 | Scantraxx Recordz                 |                                                                                           |
| Turn The Music Up    | Audiotricz & Wildstylez      | 12 juni 2015     | Lose Control Music                |                                                                                           |
| A Broken Story       | Audiotricz                   | 12 juni 2015     | Lose Control Music                |                                                                                           |
| United As One        | Audiotricz                   | 03 juli 2015     | Scantraxx Recordz                 | Official Wish Outdoor 2015 Anthem                                                         |
| Alchemy Of Hardstyle | Audiotricz                   | 23 november 2015 | Scantraxx Recordz                 |                                                                                           |
| VIII                 | Audiotricz                   | 1 januari 2016   | Q-Dance Records                   | Official Freaqshow Anthem                                                                 |
| What About Us        | Audiotricz                   | 16 oktober 2016  | Scantraxx Recordz                 |                                                                                           |

### Remixes
| Jaar | Naam                                                                   | Label               |
| ---- | ---------------------------------------------------------------------- | ------------------- |
| 2014 | Hardwell ft. Matthew Koma - Dare You (Audiotricz Remix)                | Revealed Recordings |
| 2014 | Brennan Heart & Code Black - Tonight Will Never Die (Audiotricz Remix) | WE R                |
| 2017 | Bolier - Ipanema (Audiotricz remix)                                    | Spinnin' Records    |